# Een kind een kind
Een kind een kind was een Nederlandstalige benefiet single ten behoeve van de langjarige actie "Red een kind een kind" van het Foster Parents Plan. Er deed een ensemble aan artiesten aan mee; de plaat verscheen op het Weespse platenlabel Inelco. De plaat is ook uitgebracht als single voor de Platen 10 Daagse van 1982 met op de B kant 'De jaren van je jeugd'. De hoes/plaat product code 'P10D1982 5S' (Platen 10 Daagse 1982 plaat 5 Single).
De deelnemende artiesten waren:
- Alexander Curly
- Bonnie St. Claire
- Dimitri van Toren
- Lenny Kuhr
- Shirley Zwerus (alleen genoemd op de hoes en platenlabel van de Platen 10 Daagse uitvoering)
- Willem Duyn.